# Plaza Mundo
Plaza Mundo es un centro comercial ubicado en la ciudad de Soyapango, en El Salvador, propiedad de Grupo Agrisal. Posee 149,000 metros cuadrados de construcción y 56,000 metros cuadrados de área comercial , lo que lo convierte en el segundo centro comercial más grande de El Salvador, tan solo por detrás de Metrocentro San Salvador.

## Descripción
Fue inaugurado en el año 2003.
Es uno de los centros comerciales más exitosos e innovadores de El Salvador. Grupo AGRISAL crea un diseño arquitectónico orientado a la funcionalidad comercial en armonía con el entorno y variedad de la oferta, dignificando con ello la convivencia entre las familias del oriente y el sur del Gran San Salvador.
El Centro Comercial cuenta con un total de área arrendable de 56 mil metros cuadrados en un área de construcción de 149 mil metros cuadrados. El total de locales son 350, con 250 establecimientos y 1,400 estacionamientos. Con esta edificación, Plaza Mundo ha sido y continuará siendo un importante generador de empleos y un centro de comercio relevante para la dinamización de la economía nacional: trabajo permanente y sostén a 2,700 familias, de forma directa.
El Equipo de Grupo AGRISAL leal a su compromiso con el medio ambiente, al construir Plaza Mundo priorizó preservar una Ceiba Petandra en el corazón de la última etapa. Este bello árbol ha sobrevivido más de 100 años al desarrollo, Pocos centros comerciales en el mundo pueden decir que han permitido a la naturaleza penetrar su arquitectura por lo que Van Hutchinson un experto estadounidense, quien dirigió el proceso de su preservación, nombró a Grupo AGRISAL: “El Guardián de un Tesoro Incalculable”.
Plaza Mundo destaca como el único centro comercial en el país que ha adoptado el mecanismo de autoevaluación en términos de RSE, a través de la metodología INDICARSE (El sistema de Indicadores centroamericanos de RSE, elaborado por FUNDEMAS).
Debido a la buena aceptación que los habitantes de la zona de Soyapango y sus alrededores, Plaza Mundo ha crecido tanto física como comercialmente. Lo cual se ha reflejado en la última encuesta de opinión de marcas publicada en la revista El Economista, así como también en el ranking de marcas, elaborado por la  Universidad Tecnológica de El Salvador.
En 2005 nace el plan de proyección social de Plaza Mundo, con la visión de desarrollar proyectos en beneficio de la población del sector con el cual se ha logrado retribuir la fidelidad de nuestros visitantes, quienes mantienen vivo el centro comercial.
Contacto:
Facebook: PLaza Mundo
Twitter: @plazamundo